# 张少彭
张少彭（1920年6月—2013年），男，汉族，直隶（今河北）雄县人，中华人民共和国政治人物，曾任中共新疆维吾尔自治区纪委副书记，新疆维吾尔自治区人大常委会副主任。